# Primeira fase da Copa Sul-Americana de 2019
A primeira fase da Copa Sul-Americana de 2019 foi disputada entre 5 de fevereiro a 8 de maio.
As equipes se enfrentaram em jogos eliminatórios de ida e volta, classificando-se a que somasse o maior número de pontos. Em caso de igualdade em pontos, a regra do gol marcado como visitante seria utilizada para o desempate. Persistindo o empate, a vaga seria definida em disputa por pênaltis.

## Resultados
| Chave | Equipe 1             | Total       | Equipe 2                | Ida | Volta |
| ----- | -------------------- | ----------- | ----------------------- | --- | ----- |
| E1    | Montevideo Wanderers | 3–1         | Sport Huancayo          | 2–0 | 1–1   |
| E2    | Bahia                | 0–1         | Liverpool               | 0–1 | 0–0   |
| E3    | Independiente        | 6–2         | Binacional              | 4–1 | 2–1   |
| E4    | Águilas Doradas      | 2–2 (3–0 p) | Oriente Petrolero       | 1–1 | 1–1   |
| E5    | Argentinos Juniors   | 2–1         | Estudiantes de Mérida   | 2–0 | 0–1   |
| E6    | Deportivo Municipal  | 0–5         | Colón                   | 0–3 | 0–2   |
| E7    | Unión Española       | 2–2 (6–5 p) | Mushuc Runa             | 1–1 | 1–1   |
| E8    | UTC                  | 2–4         | Cerro                   | 1–1 | 1–3   |
| E9    | Deportivo Santaní    | 3–1         | Once Caldas             | 1–1 | 2–0   |
| E10   | Universidad Católica | 1–1 (3–0 p) | Colo-Colo               | 0–1 | 1–0   |
| E11   | River Plate          | 1–1 (gf)    | Santos                  | 0–0 | 1–1   |
| E12   | Macará               | 5–1         | Guabirá                 | 2–1 | 3–0   |
| E13   | Royal Pari           | 3–3 (4–2 p) | Monagas                 | 2–1 | 1–2   |
| E14   | Mineros de Guayana   | 1–1 (3–4 p) | Sol de América          | 1–0 | 0–1   |
| E15   | Unión La Calera      | 1–1 (gf)    | Chapecoense             | 0–0 | 1–1   |
| E16   | Deportivo Cali       | 1–1 (4–1 p) | Guaraní                 | 1–0 | 0–1   |
| E17   | Nacional Potosí      | 1–1 (0–2 p) | Zulia                   | 0–1 | 1–0   |
| E18   | Corinthians          | 2–2 (5–4 p) | Racing                  | 1–1 | 1–1   |
| E19   | Independiente (CG)   | 0–0 (3–4 p) | La Equidad              | 0–0 | 0–0   |
| E20   | Fluminense           | 2–1         | Antofagasta             | 0–0 | 2–1   |
| E21   | Unión de Santa Fe    | 2–2 (2–4 p) | Independiente del Valle | 2–0 | 0–2   |
| E22   | Botafogo             | 4–0         | Defensa y Justicia      | 1–0 | 3–0   |

### Chave E1
Todas as partidas estão no horário local.
| 21 de março   | Montevideo Wanderers   | 2 – 0     | Sport Huancayo | Estádio Parque Alfredo Víctor Viera, Montevidéu |
| 19:15 (UTC−3) | Macaluso 2' · Bravo 6' | Relatório |                | Árbitro: CHI Felipe González                    |

| 18 de abril   | Sport Huancayo | 1 – 1     | Montevideo Wanderers | Estádio Huancayo, Huancayo |
| 19:30 (UTC−5) | Salcedo 46'    | Relatório | Pastorini 77' (pen)  | Árbitro: COL Nicolás Gallo |

Montevideo Wanderers venceu por 3–1 no placar agregado.

### Chave E2
| 7 de fevereiro | Bahia | 0 – 1     | Liverpool   | Arena Fonte Nova, Salvador    |
| 18:15 (UTC−3)  |       | Relatório | Ramírez 80' | Árbitro: VEN Jesús Valenzuela |

| 21 de fevereiro | Liverpool | 0 – 0     | Bahia | Estádio Luis Franzini, Montevidéu |
| 19:15 (UTC−3)   |           | Relatório |       | Árbitro: BOL Gery Vargas          |

Liverpool venceu por 1–0 no placar agregado.

### Chave E3
| 3 de abril    | Independiente                                                 | 4 – 1     | Binacional   | Estádio Libertadores de América, Avellaneda |
| 21:30 (UTC−3) | Brítez 37' · Pérez 45' (g.c.) · Sánchez Miño 47' · Romero 65' | Relatório | Collazos 67' | Árbitro: BRA Raphael Claus                  |

| 1 de maio     | Binacional | 1 – 2     | Independiente                 | Estádio Monumental da UNSA, Arequipa |
| 19:30 (UTC−5) | Zeta 77'   | Relatório | Hernández 50' · Domínguez 55' | Árbitro: CHI Cristian Garay          |

Independiente venceu por 6–2 no placar agregado.

### Chave E4
| 21 de março   | Águilas Doradas  | 1 – 1     | Oriente Petrolero | Estádio Alberto Grisales, Rionegro |
| 19:30 (UTC−5) | Mugni 80' (g.c.) | Relatório | Mugni 12'         | Árbitro: ARG Darío Herrera         |

| 17 de abril   | Oriente Petrolero | 1 – 1     | Águilas Doradas | Estádio Ramón Tahuichi Aguilera, Santa Cruz |
| 20:30 (UTC−4) | Castillo 32'      | Relatório | Obrian 38'      | Árbitro: PER Joel Alarcón                   |

|                         |       | Penalidades                  |  |
| Castillo Sperduti Mugni | 0 – 3 | Ramírez Obrian Escobar Gómez |  |

2–2 no placar agregado, Rionegro Águilas venceu por 3–0 na disputa de pênaltis.

### Chave E5
| 4 de abril    | Argentinos Juniors                  | 2 – 0     | Estudiantes de Mérida | Estádio Diego Armando Maradona, Buenos Aires |
| 19:15 (UTC−3) | E. Rivas 23' (g.c.) · Batallini 76' | Relatório |                       | Árbitro: BOL Raúl Orosco                     |

| 8 de maio[a]  | Estudiantes de Mérida | 1 – 0     | Argentinos Juniors | Estádio Metropolitano, Mérida |
| 16:00 (UTC−4) | Mena 20'              | Relatório |                    | Árbitro: COL Nicolás Gallo    |

Argentinos Juniors venceu por 2–1 no placar agregado.

### Chave E6
| 19 de março   | Deportivo Municipal | 0 – 3     | Colón                                              | Estádio Nacional, Lima       |
| 19:30 (UTC−5) |                     | Relatório | Estigarribia 42' · L. Rodríguez 51' · Bernardi 69' | Árbitro: BRA Bráulio Machado |

| 16 de abril   | Colón                   | 2 – 0     | Deportivo Municipal | Estádio Cementerio de Elefantes, Santa Fé |
| 21:30 (UTC−3) | Sandoval 40' (pen), 49' | Relatório |                     | Árbitro: ECU Luis Quiroz                  |

Colón venceu por 5–0 no placar agregado.

### Chave E7
| 19 de março   | Unión Española | 1 – 1     | Mushuc Runa | Estádio Santa Laura, Santiago |
| 19:15 (UTC−3) | Llanos 89'     | Relatório | Rivas 69'   | Árbitro: BRA Wagner Reway     |

| 18 de abril   | Mushuc Runa | 1 – 1     | Unión Española | Estádio Bellavista, Ambato |
| 19:30 (UTC−5) | Rébola 13'  | Relatório | Aja 9'         | Árbitro: BOL Ivo Méndez    |

|                                                 |       | Penalidades                                                |  |
| Rébola Realpe Fajardo Mina George Medina Renato | 5 – 6 | Dávila Caballero Llanos Larenas Palomeque González Sánchez |  |

2–2 no placar agregado, Unión Española venceu por 6–5 na disputa de pênaltis.

### Chave E8
| 3 de abril    | UTC          | 1 – 1     | Cerro         | Estádio Mansiche, Trujillo      |
| 19:30 (UTC−5) | Quintero 38' | Relatório | Izquierdo 36' | Árbitro: ECU Guillermo Guerrero |

| 30 de abril   | Cerro                             | 3 – 1     | UTC        | Estádio Luis Franzini, Montevidéu |
| 19:15 (UTC−3) | Tancredi 21' · Pellejero 41', 74' | Relatório | Ciucci 70' | Árbitro: VEN Ángel Arteaga        |

Cerro venceu por 4–2 no placar agregado.

### Chave E9
| 7 de fevereiro | Deportivo Santaní | 1 – 1     | Once Caldas   | Estádio Defensores del Chaco, Assunção |
| 20:30 (UTC−3)  | Díaz 37'          | Relatório | Rodríguez 67' | Árbitro: BRA Bráulio Machado           |

| 21 de fevereiro | Once Caldas | 0 – 2     | Deportivo Santaní        | Estádio Palogrande, Manizales |
| 19:30 (UTC−5)   |             | Relatório | Aguada 38' · Cazal 90+7' | Árbitro: BRA Raphael Claus    |

Deportivo Santaní venceu por 3–1 no placar agregado.

### Chave E10
| 2 de abril    | Universidad Católica | 0 – 1     | Colo-Colo   | Estádio Olímpico Atahualpa, Quito |
| 19:30 (UTC−5) |                      | Relatório | Paredes 16' | Árbitro: BRA Wilton Sampaio       |

| 30 de abril   | Colo-Colo | 0 – 1     | Universidad Católica | Estádio Monumental, Santiago |
| 20:30 (UTC−4) |           | Relatório | Chalá 37'            | Árbitro: BRA Rodolpho Toski  |

|                            |       | Penalidades                       |  |
| Paredes Zaldivia Parraguez | 0 – 3 | A. Oña De los Santos López B. Oña |  |

1–1 no placar agregado, Universidad Católica venceu por 3–0 na disputa de pênaltis.

### Chave E11
| 12 de fevereiro | River Plate | 0 – 0     | Santos | Estádio Luis Franzini, Montevidéu |
| 18:15 (UTC−3)   |             | Relatório |        | Árbitro: ARG Germán Delfino       |

| 26 de fevereiro | Santos      | 1 – 1     | River Plate | Estádio do Pacaembu, São Paulo |
| 19:15 (UTC−3)   | Soteldo 86' | Relatório | Da Luz 54'  | Árbitro: ARG Mauro Vigliano    |

1–1 no placar agregado, River Plate avançou pela regra do gol fora de casa.

### Chave E12
| 12 de fevereiro | Macará                      | 2 – 1     | Guabirá    | Estádio Bellavista, Ambato  |
| 18:30 (UTC−5)   | Champang 28' · Arboleda 34' | Relatório | Mojica 26' | Árbitro: BRA Rodolpho Toski |

| 28 de fevereiro | Guabirá | 0 – 3     | Macará                | Estádio Gilberto Parada, Montero |
| 20:30 (UTC−4)   |         | Relatório | Estrada 69', 71', 77' | Árbitro: VEN Jesús Valenzuela    |

Macará venceu por 5–1 no placar agregado.

### Chave E13
| 14 de fevereiro | Royal Pari             | 2 – 1     | Monagas  | Estádio Ramón Tahuichi Aguilera, Santa Cruz |
| 17:15 (UTC−4)   | Thiago 4' · Milano 45' | Relatório | Coria 3' | Árbitro: CHI Cristian Garay                 |

| 27 de fevereiro | Monagas                 | 2 – 1     | Royal Pari   | Estádio Monumental de Maturín, Maturín |
| 18:15 (UTC−4)   | Soda 27' · García 90+2' | Relatório | Mosquera 42' | Árbitro: BRA Rodolpho Toski            |

|                               |       | Penalidades                             |  |
| Reyes González Hernández Meza | 2 – 4 | Mosquera Vásquez Siles Justiniano Isita |  |

3–3 no placar agregado, Royal Pari venceu por 4–2 na disputa de pênaltis.

### Chave E14
| 2 de abril    | Mineros de Guayana | 1 – 0     | Sol de América | Polideportivo Cachamay, Ciudad Guayana |
| 16:00 (UTC−4) | Cuero 56'          | Relatório |                | Árbitro: ARG Darío Herrera             |

| 1 de maio     | Sol de América | 1 – 0     | Mineros de Guayana | Estádio Luis Alfonso Giagni, Villa Elisa |
| 18:15 (UTC−4) | Villagra 74'   | Relatório |                    | Árbitro: BOL Ivo Méndez                  |

|                               |       | Penalidades                         |  |
| Clar Jourdan Giménez Villalba | 4 – 3 | Jiménez Rivero Flores Camargo Covea |  |

1–1 no placar agregado, Sol de América venceu por 4–3 na disputa de pênaltis.

### Chave E15
| 5 de fevereiro | Unión La Calera | 0 – 0     | Chapecoense | Estádio Nicolás Chahuán Nazar, La Calera |
| 20:30 (UTC−3)  |                 | Relatório |             | Árbitro: URU Gustavo Tejera              |

| 19 de fevereiro | Chapecoense  | 1 – 1     | Unión La Calera | Arena Condá, Chapecó     |
| 21:30 (UTC−3)   | Everaldo 49' | Relatório | Bou 20'         | Árbitro: VEN José Argote |

1–1 no placar agregado, Unión La Calera avançou pela regra do gol fora de casa.

### Chave E16
| 4 de abril    | Deportivo Cali | 1 – 0     | Guaraní | Estádio Deportivo Cali, Palmira |
| 19:30 (UTC−5) | Velasco 43'    | Relatório |         | Árbitro: PER Diego Haro         |

| 2 de maio     | Guaraní      | 1 – 0     | Deportivo Cali | Estádio Defensores del Chaco, Assunção |
| 20:30 (UTC−4) | Contrera 74' | Relatório |                | Árbitro: ARG Facundo Tello             |

|                        |       | Penalidades                   |  |
| Contrera Morel Gamarra | 1 – 4 | Rivera Cabrera Dinenno Angulo |  |

1–1 no placar agregado, Deportivo Cali venceu por 4–1 na disputa de pênaltis.

### Chave E17
| 19 de março   | Nacional Potosí | 0 – 1     | Zulia      | Estádio Víctor Agustín Ugarte, Potosí |
| 20:30 (UTC−4) |                 | Relatório | Moya 90+1' | Árbitro: ECU Guillermo Guerrero       |

| 16 de abril   | Zulia | 0 – 1     | Nacional Potosí | Estádio El Pachencho, Maracaibo   |
| 16:00 (UTC−4) |       | Relatório | Castellón 37'   | Árbitro: PAR Juan Gabriel Benítez |

|                                   |       | Penalidades                    |  |
| Moya Castilla J.A. Martínez Celis | 2 – 0 | Rioja Pascua Castellón Salazar |  |

1–1 no placar agregado, Zulia venceu por 2–0 na disputa de pênaltis.

### Chave E18
| 14 de fevereiro | Corinthians | 1 – 1     | Racing   | Arena Corinthians, São Paulo |
| 21:30 (UTC−2)   | Gustavo 88' | Relatório | Ríos 22' | Árbitro: PER Víctor Carrillo |

| 27 de fevereiro | Racing        | 1 – 1     | Corinthians     | Estádio El Cilindro, Avellaneda |
| 21:30 (UTC−3)   | Cristaldo 41' | Relatório | Vágner Love 50' | Árbitro: COL Wilmar Roldán      |

|                                                            |       | Penalidades                                                           |  |
| Cvitanich Domínguez Cristaldo Fernández Pillud Soto Solari | 4 – 5 | Gustavo Mateus Vital Sornoza Vágner Love Danilo Avelar Richard Fagner |  |

2–2 no placar agregado, Corinthians venceu por 5–4 na disputa de pênaltis.

### Chave E19
| 20 de março   | Independiente (CG) | 0 – 0     | La Equidad | Estádio Defensores del Chaco, Assunção |
| 21:30 (UTC−3) |                    | Relatório |            | Árbitro: BOL Raúl Orosco               |

| 16 de abril   | La Equidad | 0 – 0     | Independiente (CG) | Estádio El Campín, Bogotá  |
| 19:30 (UTC−5) |            | Relatório |                    | Árbitro: VEN Ángel Arteaga |

|                                                 |       | Penalidades                                        |  |
| Peralta Motta Vargas Torralvo Novoa J. González | 4 – 3 | Báez Ca. Vargas Parra Cl. Vargas Santacruz Benítez |  |

0–0 no placar agregado, La Equidad venceu por 4–3 na disputa de pênaltis.

### Chave E20
| 26 de fevereiro | Fluminense | 0 – 0     | Antofagasta | Estádio do Maracanã, Rio de Janeiro           |
| 21:30 (UTC−3)   |            | Relatório |             | Público: 9 616 Árbitro: PAR Arnaldo Samaniego |

| 21 de março   | Antofagasta | 1 – 2     | Fluminense                 | Estádio Regional de Antofagasta, Antofagasta |
| 19:15 (UTC−3) | Flores 25'  | Relatório | Everaldo 17' · Luciano 68' | Público: 14 231 Árbitro: COL Wilmar Roldán   |

Fluminense venceu por 2–1 no placar agregado.

### Chave E21
| 20 de março   | Unión de Santa Fe         | 2 – 0     | Independiente del Valle | Estádio 15 de Abril, Santa Fé |
| 21:30 (UTC−3) | Mazzola 21' · Lotti 90+3' | Relatório |                         | Árbitro: COL Gustavo Murillo  |

| 17 de abril   | Independiente del Valle      | 2 – 0     | Unión de Santa Fe | Estádio Olímpico Atahualpa, Quito |
| 19:30 (UTC−5) | Cabeza 7' · Gómez 55' (g.c.) | Relatório |                   | Árbitro: CHI Cristian Garay       |

|                             |       | Penalidades                      |  |
| Mera Pellerano Dájome Ayala | 4 – 2 | Mazzola Pittón Cuadra Bottinelli |  |

2–2 no placar agregado, Independiente del Valle venceu por 4–2 na disputa de pênaltis.

### Chave E22
| 6 de fevereiro | Botafogo   | 1 – 0     | Defensa y Justicia | Estádio Nilton Santos, Rio de Janeiro |
| 21:30 (UTC−2)  | Erik 90+3' | Relatório |                    | Árbitro: URU Esteban Ostojich         |

| 20 de fevereiro | Defensa y Justicia | 0 – 3     | Botafogo                               | Estádio Norberto Tomaghello, Florencio Varela |
| 21:30 (UTC−3)   |                    | Relatório | Erik 52', 74' (pen) · Alex Santana 80' | Árbitro: PER Diego Haro                       |

Botafogo venceu por 4–0 no placar agregado.